# Vjačeslav Ivaněnko
Vjačeslav Ivanovič Ivaněnko, rusky: Вячеслав Иванович Иваненко (* 3. března 1961 Kemerovo) je bývalý sovětský atlet, olympijský vítěz v chůzi na 50 km z roku 1988.

## Sportovní kariéra
Specializoval se na trať na 50 km chůze. Jeho prvním mezinárodním úspěchem byla stříbrná medaile na mistrovství Evropy v roce 1986. O rok později na světovém šampionátu v Římě došel do cíle na 50 km chůze na třetím místě.
Jeho největším úspěchem bylo vítězství v olympijském závodu na 50 km chůze na olympiádě v Soulu v roce 1988. Zde se Ivaněnko držel v čelní pětičlenné skupině až do 40. kilometru, poté se od svých soupeřů odpoutal a zvítězil v olympijském rekordu, který vydržel až do olympiády v Pekingu v roce 2008.